# Casalmaggiore
Casalmaggiore là một đô thị ở phía bắc Italia. Đây là nơi sinh của nhà soạn nhạc Ignazio Donati và Andrea Zani (1696-1757).